# Ruth Williams Khama
Ruth Williams Khama, lady Khama (cognom de soltera, Williams; 9 de desembre de 1923 - 22 de maig de 2002) va ser una política botswanesa. Com a esposa del primer president de Botswana, Seretse Khama, cap suprem de la tribu ngwato, va exercir com a primera dama del país del 1966 al 1980, la primera després de la independència.
Va estudiar a l'Eltham Hill School i després va treballar com a conductora d'ambulàncies de la Women's Auxiliary Air Force en diversos aeròdroms del sud d'Anglaterra durant la Segona Guerra Mundial. Després de la guerra, va treballar com a administrativa per a Cuthbert Heath, una empresa d'assegurances de Lloyd's of London.
Lady Khama va morir de càncer de gola a Gaborone el 2002 a 78 anys. Tenia quatre fills. Va ser enterrada a Botswana al costat del seu marit.